# مفروضلو (خداآفرین)
مفروضلو یکی از روستاهای استان آذربایجان شرقی است که در دهستان منجوان شرقی بخش منجوان شهرستان خداآفرین واقع شده‌است.
در آستانه انقلاب سفید، که نقشی عمده در فروپاشی نهایی ساختار ایلی ایران داشت، تیره ای از ایل محمد خانلو، شامل ۴۰ خانوار، از روستای مفروضلو بعنوان قشلاق استفاده میکردند.